# دیوید بروکس (بازیکن فوتبال)
دیوید بروکس (انگلیسی: David Brooks؛ زادهٔ ۸ ژوئیهٔ ۱۹۹۷) بازیکن فوتبال اهل بریتانیا است.
از باشگاه‌هایی که در آن بازی کرده‌است می‌توان به باشگاه فوتبال ای‌اف‌سی بورنموث اشاره کرد.
وی همچنین در تیم‌های ملی فوتبال زیر ۲۰ سال انگلستان، زیر ۲۱ سال ولز، و ولز بازی کرده‌است.